# Алфреду Кейл
Алфреду Кейл (порт. Alfredo Keil; *3 липня 1850, Лісабон — †4 жовтня 1907, Гамбург) — португальський поет, композитор, художник, колекціонер німецького походження, автор мелодії державного гімну Португалії.

## Біографія
Батьки — вихідці з Німеччини. У Німеччині він і здобув освіту, навчався в Нюрнберг е в художній академії Каульбах. В 1870 повернувся до Португалії.

## Творчість
Автор симфонічної та танцювальної музики, фортепіанних і вокальних творів, кількох опер (Дону Бранка, 1888, за однойменною поемою Алмейди-Гаррета, та ін), які належать до португальської музичної класики. Йому належать близько 2000 картин, в основному пейзажів.

## Визнання і спадщина
Велика експозиція полотен Кейлі була представлена в Королівській академії красних мистецтв Португалії в 1910. Один з парків Лісабона, неподалік від проспекту Свободи, названий ім'ям Альфредо Кейлі. Тут йому поставлено пам'ятник.